# Дионис Станков
 Тази статия е за общественика.  За химика вижте Дионисий Попстанков.  
Дионисий Попстанков (Станков) е български революционер, деец на Вътрешната македоно-одринска революционна организация.

## Биография
Дионисий Попстанков е роден в 1849 година в град Енидже Вардар (Па̀зар), тогава в Османската империя, днес Яница, Гърция. Негови синове са революционерът Станко Попстанков и общественикът Георги Попстанков.
Присъединява се към ВМОРО и е член на Ениджевардарския околийски комитет. След Младотурска революция от юли 1908 година в неговата къща е настанен щабът на четата на Апостол Петков.